# Uwolnić orkę 2
Uwolnić orkę 2 (ang. Free Willy 2: The Adventure Home) jest kontynuacją przygód chłopca o imieniu Jesse i zaprzyjaźnionej z nim orki imieniem Willy.

## Obsada
- Keiko – orka „Willy"
- Jason James Richter – Jesse
- Francis Capra - Elvis
- Jayne Atkinson - Anna Greenwood
- Jon Tenney - John Milner
- M. Emmet Walsh - Wilcox
- Elizabeth Peña - Kate Haley
- Steve Kahan - Kapitan Nilson
- Mary Kate Schellhardt - Nadine
- August Schellenberg - Randolph Johnson
- Michael Madsen - Glen Greenwood
- Marguerite Moreau - Julie
- Mykelti Williamson - Dwight Mercer